# The Cause of the Great European War
The Cause of the Great European War è un cortometraggio muto del 1914 scritto e diretto da George Pearson.

## Trama
Ricostruzione degli elementi principali che portarono alla dichiarazione di guerra.

## Produzione
Il film fu prodotto dalla G.B. Samuelson Productions.

## Distribuzione
Distribuito dalla Imperial, il film - un cortometraggio in due bobine - uscì nelle sale cinematografiche britanniche nell'agosto 1914.